# 增渊麻里子
增渊麻里子（日语：／ Masubuchi Mariko，1980年1月24日—），日本女子垒球运动员。她曾代表日本国家队参加2000年夏季奥林匹克运动会垒球比赛，获得一枚银牌。她也曾参加2006年亚洲运动会，获得金牌。